# Velas Latinoamérica 2026
La regata Velas Latinoamérica 2026 será la quinta edición de la regata internacional Velas Latinoamérica cuya organización fue encargada a la Marina de Guerra del Perú el 28 de junio de 2022 en una ceremonia mediante el cual la Marina de Brasil (organizador de la edición de 2022) hizo entrega a la Marina de Guerra del Perú de una estafeta que simboliza la transferencia simbólica de la organización del evento para la edición del 2026.